# Дюбюк, Луиза
Луи́за Дюбю́к (фр. Louise Dubuc; род. 1956, Торонто, Онтарио, Канада) — франкоканадский поэт-песенник, музыкальный продюсер и прозаик. Её перу принадлежат тексты популярных песен Даниэля Лавуа, в том числе Du feu dans ma maison, Je pensais pas, La nuit crie victoire, Je suis une rivière, а также песен для всех трёх «детских» альбомов Лавуа: Bébé Dragon (1996, музыкальная премия «Феликс» в категории «Альбом для детей»), Bébé Dragon II (1997) и Roulé boulé (2004).

## Биография
Луиза Дюбюк родилась в 1956 году в Торонто (Онтарио), однако выросла в Квебеке, в Лаваль-де-Рапид (фр. Laval-des-Rapides). В 1984 году она окончила факультет журналистики в Университетe Квебека в Монреале.

### Профессиональная деятельность
В течение 12 лет (с 1983 по 1994) работала в качестве журналиста и референта, одновременно с работой в должности редактора и пресс-атташе Женской ассоциации за образование и социальную поддержку (фр. l'Association féminine d'éducation et d'action sociale [AFEAS]).
С 1993 года профессиональная карьера Луизы Дюбюк связана с музыкальной индустрией Квебека. В этом году она основала собственную фирму звукозаписи, Мармалу Мюзик (Marmalou Musique Inc), вице-президентом которой является до сих пор. Как музыкальный продюсер, организовала несколько гастрольных турне по Квебеку и Франции, а также была автором или соавтором сценариев для нескольких шоу.

### Литературное творчество
Луиза Дюбюк известна также как автор и редактор песенных текстов, преимущественно для широко известного квебекского певца и автора песен Даниэля Лавуа. В качестве соавтора Лавуа Луиза принимала участие в создании таких песен, как Du feu dans ma maison, Je pensais pas, La nuit crie victoire, Je suis une rivière, а также песен для всех трёх «детских» альбомов Лавуа: Bébé Dragon (1996), Bébé Dragon II (1997) и Roulé boulé (2004). В 1997 году альбом Bébé Dragon был удостоен квебекской музыкальной премии «Феликс» в категории «Альбом для детей». В 2007 и 2012 годах Луиза участвовала в работе жюри конкурса поэтов-песенников на Фестивале в Петит-Валле.
В 2000-е годы Луиза Дюбюк заявляет о себе как прозаик. В 2004 году в издательстве Брев (Brève) она публикует свой первый рассказ и получает диплом по литературному мастерству в Университетe Квебека в Монреале. Следом, с интервалом в два года, в издательстве Лемеак (Leméac) выходят два её романа, La fille de l'Ouest (2006) и Les chenilles du brigadier (2008), первый из которых номинировался на приз Анн-Эбер (фр. Prix Anne-Hébert) и приз Аршамбо за литературный дебют (фр. Grand prix de la relève littéraire Archambault) в 2007 году. В 2007 и 2012 годах Луиза является членом жюри конкурса Литературного фонда Лаваля (Fondation Lavalloise des lettres).
Луиза Дюбюк проживает в сельской местности, и неслучайно природа занимает большое место в её творчестве. Главные герои её морально-психологических, с элементами детектива, романов остро чувствуют собственную связь с природой, но связь эта имеет фатальные последствия для самих героев и окружающих их людей. Писательницу глубоко интересует конфликт между естественным для человека желанием слиться с природой и необходимостью соблюдать законы человеческого общества. В обоих романах делается попытка представить, что произойдёт, если в поисках такого слияния человек нарушит границы морали. Второй традиционный мотив произведений Дюбюк — преступные действия взрослых по отношению к детям. Именно через контакт героев с детьми автор раскрывает процесс превращения человека в зверя в человеческом облике.
Луиза Дюбюк является членом профессиональных организаций SODRAC, SOCAN, SARTEC и l'UNEQ.

### Личная жизнь
Луиза Дюбюк замужем за Даниэлем Лавуа, они вместе воспитали троих детей.

## Дискография
- Le Bébé Dragon (1996) соавтор всех песен
- Le Bébé Dragon II (1996) соавтор всех песен
- Où la route méne  (1998) соавтор всех оригинальных песен
- Roulé boulé [книга + диск] (2004) соавтор всех песен
- Comédies himaines (2004) соавтор песни Les loupes

## Литературные произведения
- Louise Dubuc. Inspiré d'Étiennette Guérette, missionnaire des Soeurs de l'Immaculée-Conception installées à Pont-Viau. // L'île en mémoire : récits d'une île de tous les possibles / sous la direction de Claire Varin. — Montréal: La Courte échelle, 2015. — P. 320 p.. — ISBN 9782896959716.
- Louise Dubuc. Les chenilles du brigadier. — Montréal: Leméac, 2008. — P. 157 p.. — ISBN 978-2-7609-3306-4.
- Louise Dubuc. La fille de l'Ouest. — Montréal: Leméac, 2006. — P. 166 p.. — ISBN 978-2-7609-3280-7.
- Collectif de la Société littéraire de Laval. Un jour d'été à Laval des Rapides - Une île en mots : Laval se livre. — Laval: Éditions Brève, 2005. — P. 209 p.. — ISBN 2-923059-10-7.
- Lavoie, Daniel. Roulé boulé [книга + диск] / chansons de Daniel Lavoie ; illustrées par Oksana Kemarskaya ; Paroles et musique de Daniel Lavoie, Louise Dubuc et Mario Proulx. — [Montréal]: La Montagne secrète, 2004. — ISBN 9782923163109.
- Louise Dubuc. L'estime de soi - manuel pratique. — Montréal: Éditions de la FCAF, 1996. — P. 157 p..
- Louise Dubuc. L'estime de soi. — Vanier, Ont.: Fédération canadienne pour l'alphabétisation en français, 1994. — P. 43 p.. — ISBN 9780969717614.